# Giovanni Gei
Giovanni Gei detto Gianni (Brescia, 23 ottobre 1944 – 26 aprile 2013) è stato un politico italiano.

## Biografia
Già consigliere comunale nel 1970 a Brescia, deputato della Democrazia Cristiana dal 1987 al 1992 e senatore della Repubblica dal 1994 al 1996 con il Centro Cristiano Democratico. Successivamente è stato consigliere e assessore comunale dal 2006 al 2013 al comune di Corte Franca.